# Llibre de Sent Soví

Le Llibre de Sent Soví (1324) est un réceptaire de la cuisine médiévale écrit en langue catalane par un auteur anonyme.
Il en existe deux exemplaires originaux manuscrits, qui sont conservés à l'université de Valence (manuscrit no 216 de la bibliothèque générale et historique de l'université de Valence) et à la bibliothèque universitaire de Barcelone. 
Il a été publié pour la première fois en 1952 par le général et érudit Lluís Faraudo de Saint-Germain, qui a publié de nombreux autres textes médiévaux.
D'autres éditions commentées ont été réalisées par la suite. Ce texte est une source historique fondamentale pour les recherches sur l'histoire de l'alimentation dans l'Europe médiévale, et en particulier sur les origines de la cuisine catalane.

## Éditions modernes
- 1952 : par Lluís Faraudo de Saint-Germain.
- 1979 : par Rudolf Grewe, DVD Ediciones / Barcino, en catalan[3]
- 2004 : par Joan Santanach, chez Editorial Barcino, en catalan[4]
- 2006 : par Joan Santanach, chez Editorial Barcino, en espagnol[5]
- 2007 : chez Casa del Libro, en catalan[6]
- 2008 : par Joan Santanach, traduction en anglais de  Robin Vogelzang, imprimée en vis-à-vis du texte original catalan[7]

## Traduction moderne en français
- 2013 : Anonyme du XIVe siècle, LE LIVRE DE CUISINE DE SENT SOVÍ, traduit du catalan et présenté par Patrick Gifreu, Éditions de la Merci,  (ISBN 9791091193016).